# Enispe duranius
Enispe duranius är en fjärilsart som beskrevs av Hans Fruhstorfer 1911. Enispe duranius ingår i släktet Enispe och familjen praktfjärilar. Inga underarter finns listade i Catalogue of Life.